# Cyphomyrmex hamulatus
Cyphomyrmex hamulatus är en myrart som beskrevs av Weber 1938. Cyphomyrmex hamulatus ingår i släktet Cyphomyrmex och familjen myror. Inga underarter finns listade i Catalogue of Life.